# Lê Bật Hiếu
Lê Bật Hiếu (sinh ngày 22 tháng 8 năm 1984 tại Triệu Sơn, Thanh Hóa) là cầu thủ bóng đá chuyên nghiệp người Việt Nam đang chơi bóng cho FLC Thanh Hóa tại V-League 1. Anh đã từng được triệu tập đội tuyển quốc gia năm 2012.

## Sự nghiệp
SEA Games
- Huy chương bạc: 2005

V-League
- Huy chương bạc (1): 2010
- Huy chương đồng (1): 2008

Cúp Quốc gia:
- Huy chương bạc (1): 2005

Siêu cúp Quốc gia:
- Huy chương vàng (1): 2005